# Col de Combéron
Le col de Combéron est un col routier du Massif central, situé dans le département français de l'Ardèche au nord de Privas. Son altitude est de 681 mètres.

## Géographie
Le col est situé dans les monts du Vivarais, dans la commune de Silhac au sud-ouest du village en direction de Saint-Maurice-en-Chalencon sur la route départementale 2.

## Activités

### Cyclisme
Le col a été emprunté en 3e catégorie lors de la 5e étape de Paris-Nice 2011 et lors de la 4e étape du Tour cycliste féminin international de l'Ardèche 2022.

### Randonnée
Le GRP Tour du pays de Vernoux passe par le col.